# Michael Spindler
Michael H. Spindler, född 22 december 1942 i Berlin i Tyskland, död 2017, var en i USA verkande affärsman och civilingenjör, utbildad inom elektroteknik. 
Efter att först ha arbetat på oljebolaget Schlumberger Ltd. och Siemens AG ledde han under 1970-talets första åtta år den europeiska marknadsavdelningen på DEC, och innehade därefter i två års tid samma position på Intel. År 1980 anställdes Spindler av Apple Computer där han verkade som chef för marknadsföringen.
I juni 1993 ersatte han John Sculley som verkställande direktör för Apple. Under sin tid hos Apple var Spindler bland annat ansvarig för lanseringen av hårdvaruplattformarna PowerPC och Apple Newton, samt operativsystemet "Copland" som senare till stora delar kom att utgöra grunden för Mac OS 8. Det var också Spindler som initierade möjligheten för andra företag att producera egna, Macintosh-kompatibla datorer. Genom ett officiellt licensprogram kunde andra datortillverkare än Apple ta fram egna datormodeller, som levererades med Mac OS 7. Till de företag som kom att sälja sådana så kallade "Mac-kloner" hör bland andra DayStar Digital, Motorola, Power Computing Corporation, Radius, Tatung Company och UMAX Technologies.
Michael Spindler ersattes som VD av Gil Amelio 2 februari 1996. Licensprogrammet för Mac-kloner upphörde slutgiltigt 1998, året efter Steve Jobs återinträde som VD.